# Фастрада
Фастрада (лат. Fastrada; 765 — 10 августа 794, Франкфурт-на-Майне) — королева франков, четвёртая супруга Карла Великого.

## Биография
Фастрада была дочерью графа Радульфа из тюрингско-франконской аристократии. В октябре 783 года, после смерти своей третьей жены Хильдегарды и матери Бертрады, Карл Великий женится на Фастраде. В этом браке у них родились две дочери:
- Теорада (* ок. 785; † 9 января 844/853) — с 814 года аббатиса в Аржантёе.
- Хильтруда (* 787, † после 814) — известна как основательница бенедиктинского монастыря Мюнстершварцах.

Хронист Эйнгард сообщал в своей «Жизни Карла Великого», что Фастрада отличалась жестокостью и Верденскую бойню, устроенную Карлом при подавлении восстания саксов (когда были казнены 4500 человек), следует объяснить её влиянием на короля. Впрочем, Эйнгард лично не знал королеву: к тому времени, когда он прибыл ко двору Карла, Фастрада уже скончалась.
Карл Великий испытывал сильную привязанность к Фастраде. Сохранилось его письмо от 785 года, в котором он звал супругу приехать с его детьми в Эресбург. Позднее Фастрада не всегда сопровождала короля в его поездках, однако находилась с ним в постоянном контакте. Так, в своём письме к жене от 791 года Карл справляется о её здоровье и сетует на то, что давно не получал от неё вестей. Далее он сообщает ей о своей победе над аварами и просит отслужить благодарственное богослужение в честь этого успеха.
Фастрада скончалась вследствие болезни во время церковного синода во Франкфурте-на-Майне в 794 году и была похоронена в аббатстве Святого Альбана близ Майнца. То, что захоронение состоялось не в аббатстве Сен-Дени (где, согласно традиции, хоронили французских королей и королев) и не в аббатстве Санкт-Арнульф близ Меца (в традиционном месте для франкской высшей аристократии), говорит об особом влиянии на Карла майнцского архиепископа Рихульфа. Надгробная плита с могилы королевы была после разрушения аббатства в 1552 году перенесена в Майнцский собор. Эпитафия на ней, выдержанная в греко-латинском гекзаметре, принадлежит Теодульфу Орлеанскому.

## Легенда
Существует древняя германская легенда о волшебном кольце, полученном Фастрадой от её супруга — «Кольцо Фастрады» (нем. Der Ring der Fastrada). Она упоминается как в «Рейнских сагах» Вильгельма Руланда, так и во втором томе «Немецких легенд» братьев Гримм. Согласно ей, кольцо с драгоценным камнем, который Карлу подарила змея, настолько связала короля с носившей его женщиной, что он даже после смерти Фастрады не мог отдать её тело для захоронения, несмотря на то, что оно уже начало разлагаться. Позднее это кольцо взял себе архиепископ Реймса Тильпин. Благосклонность Карла, таким образом, перешла на Тильпина, которого король сделал своим советником. В конце-концов архиепископ утопил перстень в озере, близ которого Карл затем воздвиг свою Ахенскую резиденцию, в церковной капелле которой император был позднее похоронен.
Также, согласно легенде, образованный в виде сердца городской центр Нёйштадта-на-Заале в Баварии, где Карл в 790 году построил дворец-резиденцию (пфальц), обязан своей удивительной формой любви Карла к Фастраде.